# Saint-Hilaire-sur-Benaize
Saint-Hilaire-sur-Benaize ist eine französische Gemeinde mit 314 Einwohnern (Stand: 1. Januar 2022) im Département Indre in der Region Centre-Val de Loire; sie gehört zum Arrondissement Le Blanc und zum Kanton Saint-Gaultier. 

## Geographie
Die Gemeinde Saint-Hilaire-sur-Benaize liegt im Regionalen Naturpark Brenne an der Grenze zum Département Vienne, neun Kilometer südlich von Le Blanc am Fluss Benaize, der hier in den Anglin mündet. Umgeben wird Saint-Hilaire-sur-Benaize von den Nachbargemeinden Concremiers im Nordwesten und Norden, Mauvières im Norden und Osten, Liglet im Süden sowie Béthines im Südwesten und Westen.

## Bevölkerungsentwicklung
| Jahr                       | 1962 | 1968 | 1975 | 1982 | 1990 | 1999 | 2006 | 2013 | 2020 |
| Einwohner                  | 518  | 463  | 365  | 329  | 293  | 303  | 352  | 355  | 299  |
| Quellen: Cassini und INSEE |      |      |      |      |      |      |      |      |      |

## Sehenswürdigkeiten
- Kirche Saint-Hilaire aus dem 11. Jahrhundert, Umbauten aus dem 13. und 19. Jahrhundert
- frühere Priorei Saint-Hilaire
- Schloss Aigues-Joignant
- Schloss Les Ajoncs
- Burg Céré, seit 1987 Monument historique
- Schloss La Brosse, Donjon aus dem 12. Jahrhundert
- Schloss Forges
- Domaine Bois-Bénard
- Mühle Ségère

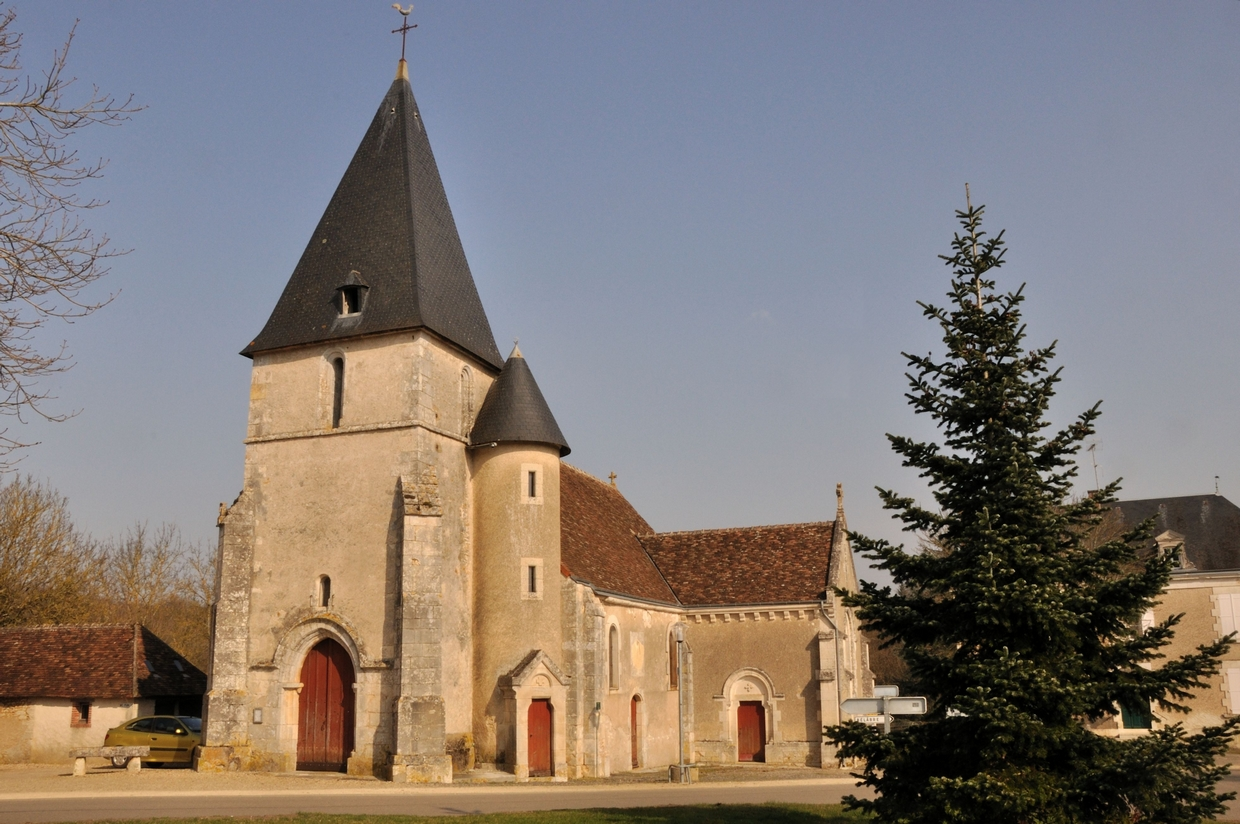
Kirche Saint-Hilaire
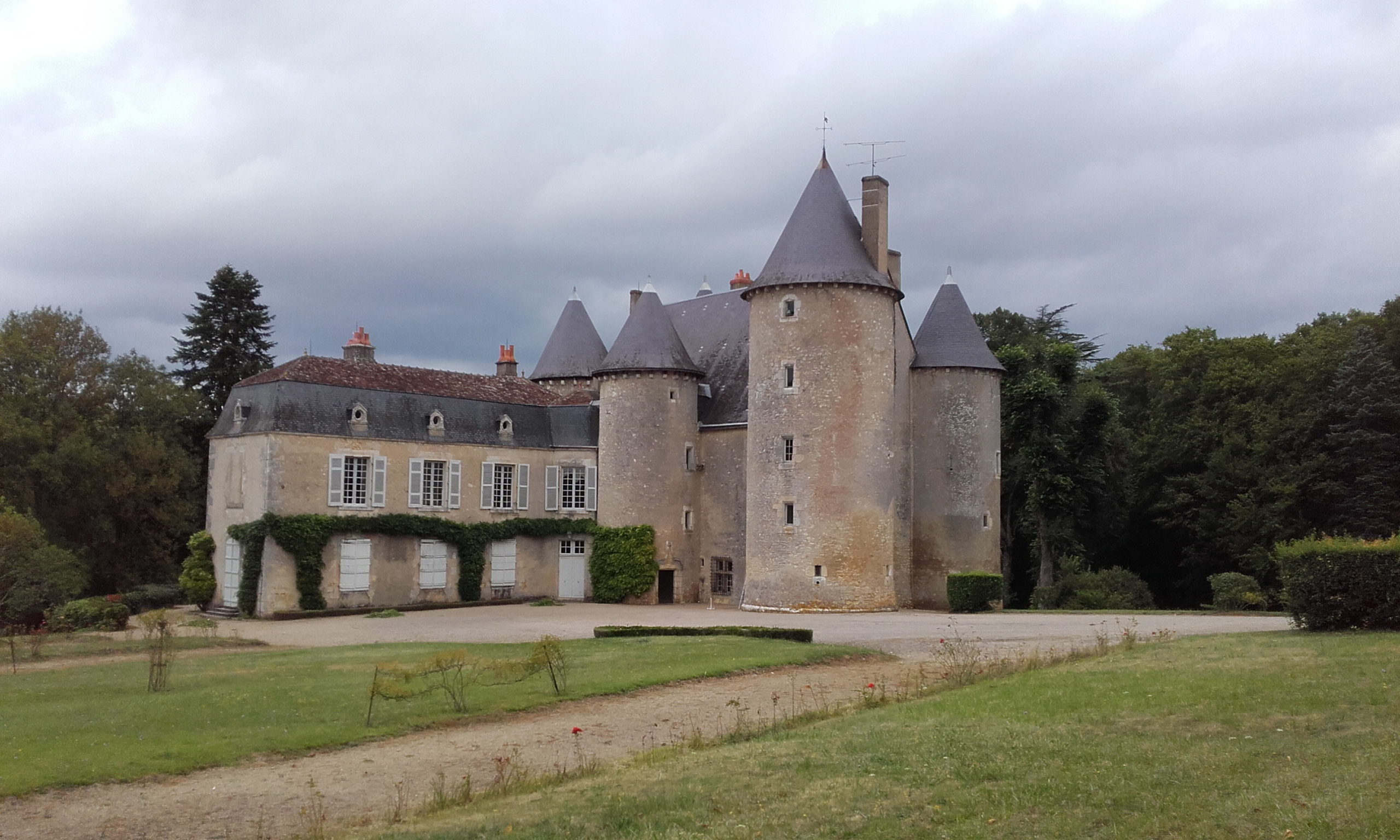
Burg Céré
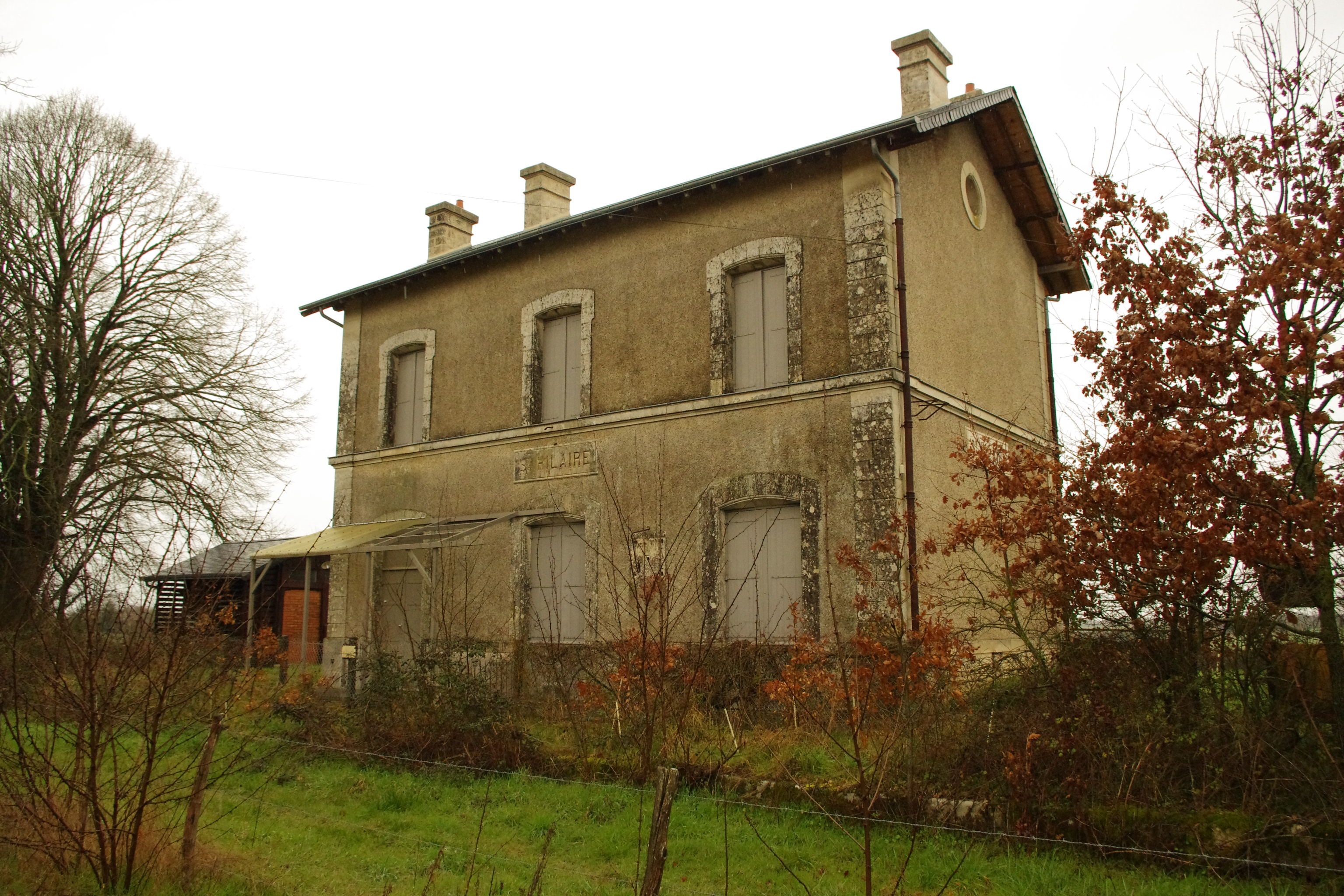
Bahnhof